# اچ‌ام‌اس هیاکینس (کی۸۴)
اچ‌ام‌اس هیاکینس (کی۸۴) (به انگلیسی: HMS Hyacinth (K84)) یک کشتی است که طول آن ۲۰۵ فوت (۶۲ متر) می‌باشد. این کشتی در سال ۱۹۴۰ ساخته شد.